# سوليتون تجاذبي
السوليتون التجاذبي أو الموجة المنعزلة التجاذبية (بالإنجليزية: Gravitational Soliton)‏ هو حل سوليتوني لمعادلات أينشتاين للمجال. ويمكن فصلها لنوعين، سوليتون لمعادلات أينشتاين للفراغ والتي ولّدتها متبادلة بيلينسكي-زاخاروف، وسوليتون لمعادلات ماكسويل-أينشتاين التي ولّدتها متبادلة بيلينسكي-زاخاروف-ألكسف.